# تپه گوری کل کش
تپه گوری کل کش در شهرستان گیلانغرب، بخش گواور، دهستان گواور، ۱۰۰ متری جنوب روستای کل کش واقع شده و این اثر در تاریخ ۲۷ اسفند ۱۳۸۶ با شمارهٔ ثبت ۲۲۳۹۶ به‌عنوان یکی از آثار ملی ایران به ثبت رسیده است؛ که نشان از تاریخ کهن چند هزار ساله و پر فراز و نشیب در حیات کل کش می باشد.